# Gnaphalium uliginosum
La canapicchia palustre (nome scientifico Gnaphalium uliginosum L., 1753 è una specie di piante angiosperme dicotiledoni della famiglia delle Asteraceae (sottofamiglia Asteroideae, tribù Gnaphalieae e sottotribù Gnaphaliinae).

## Etimologia
Il termine generico (gnaphalium) deriva dalla parola greca “gnaphalon” e significa “ciuffo di lana” in riferimento all'aspetto lanoso di queste piante. Il termine specifico (uliginosum = dei luoghi umidi, delle paludi) si riferisce al suo habitat abituale.

Il binomio scientifico attualmente accettato è stato proposto da Carl von Linné (1707 – 1778) biologo e scrittore svedese, considerato il padre della moderna classificazione scientifica degli organismi viventi, nella pubblicazione ”Species Plantarum” del 1753.

## Descrizione

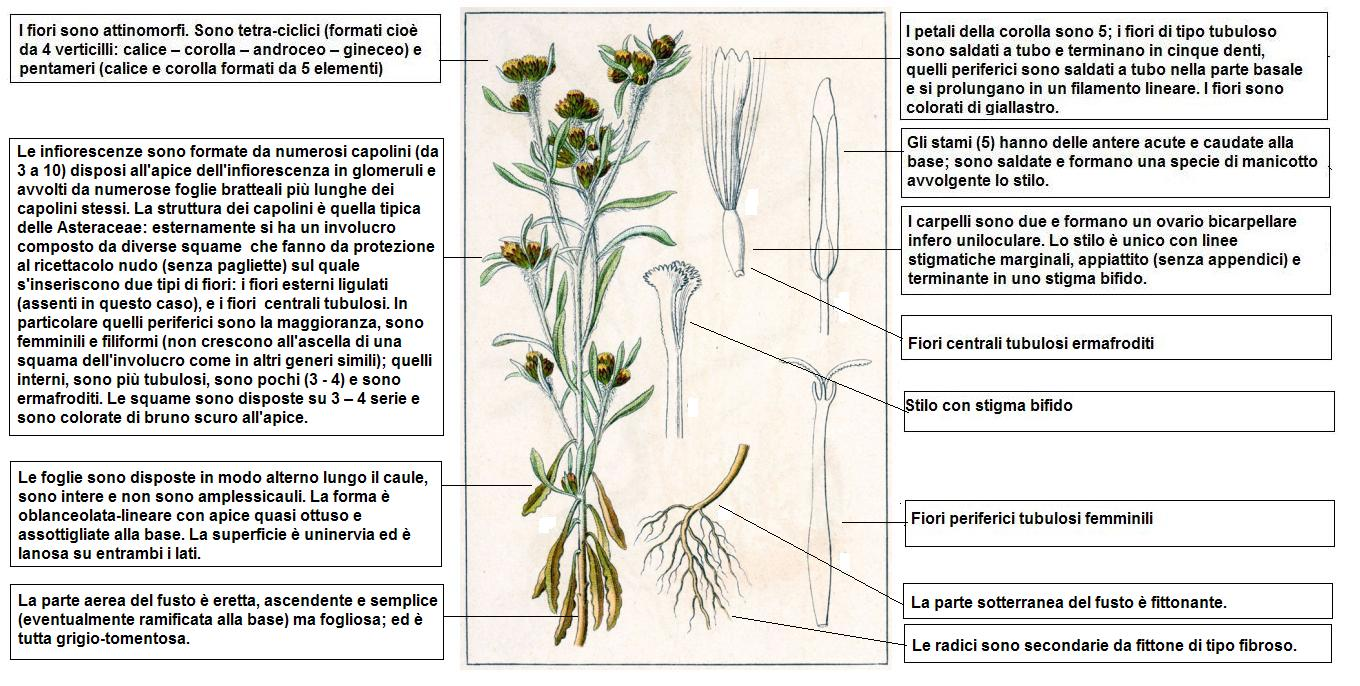
Descrizione delle parti della pianta

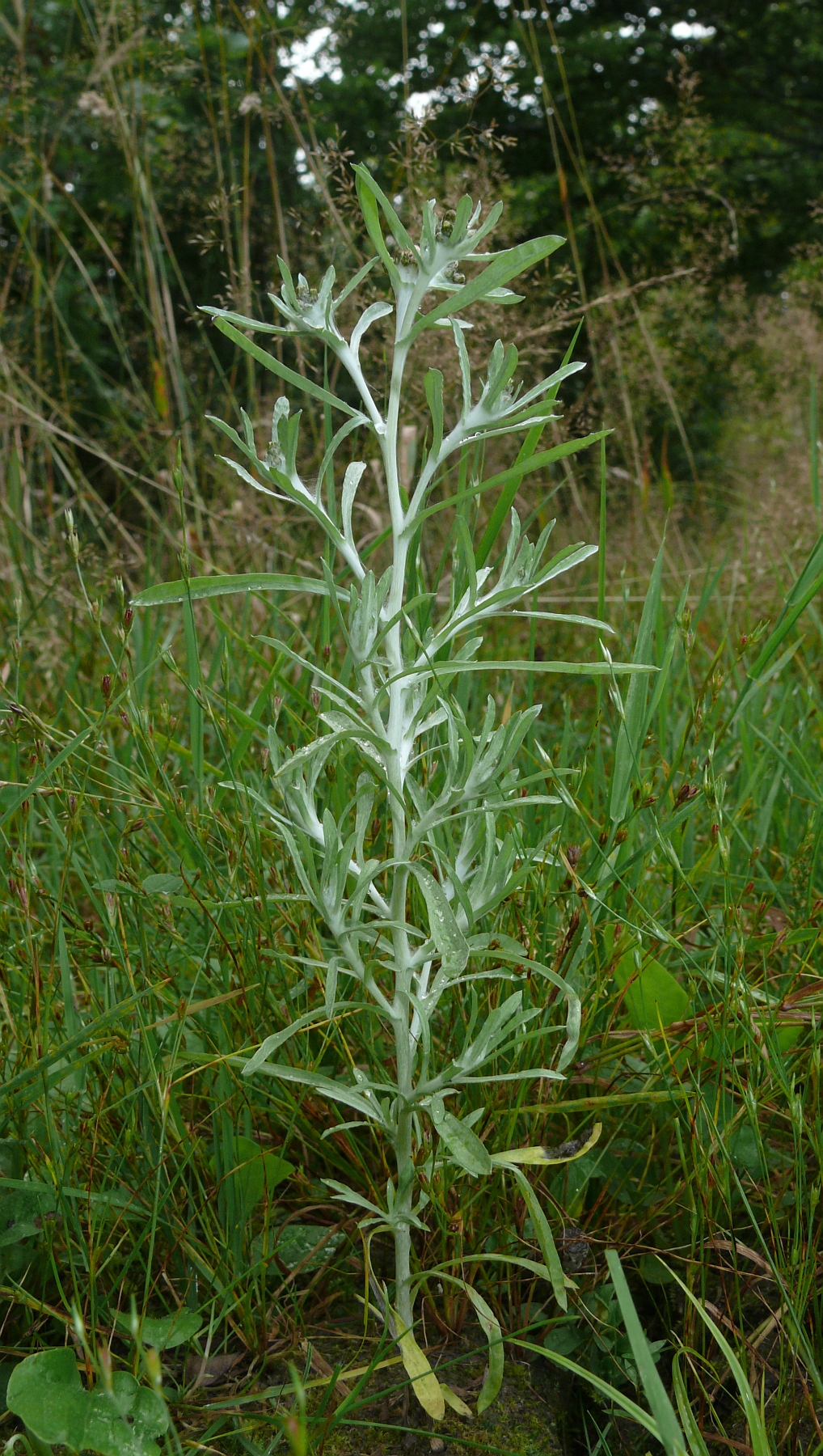
Il portamento

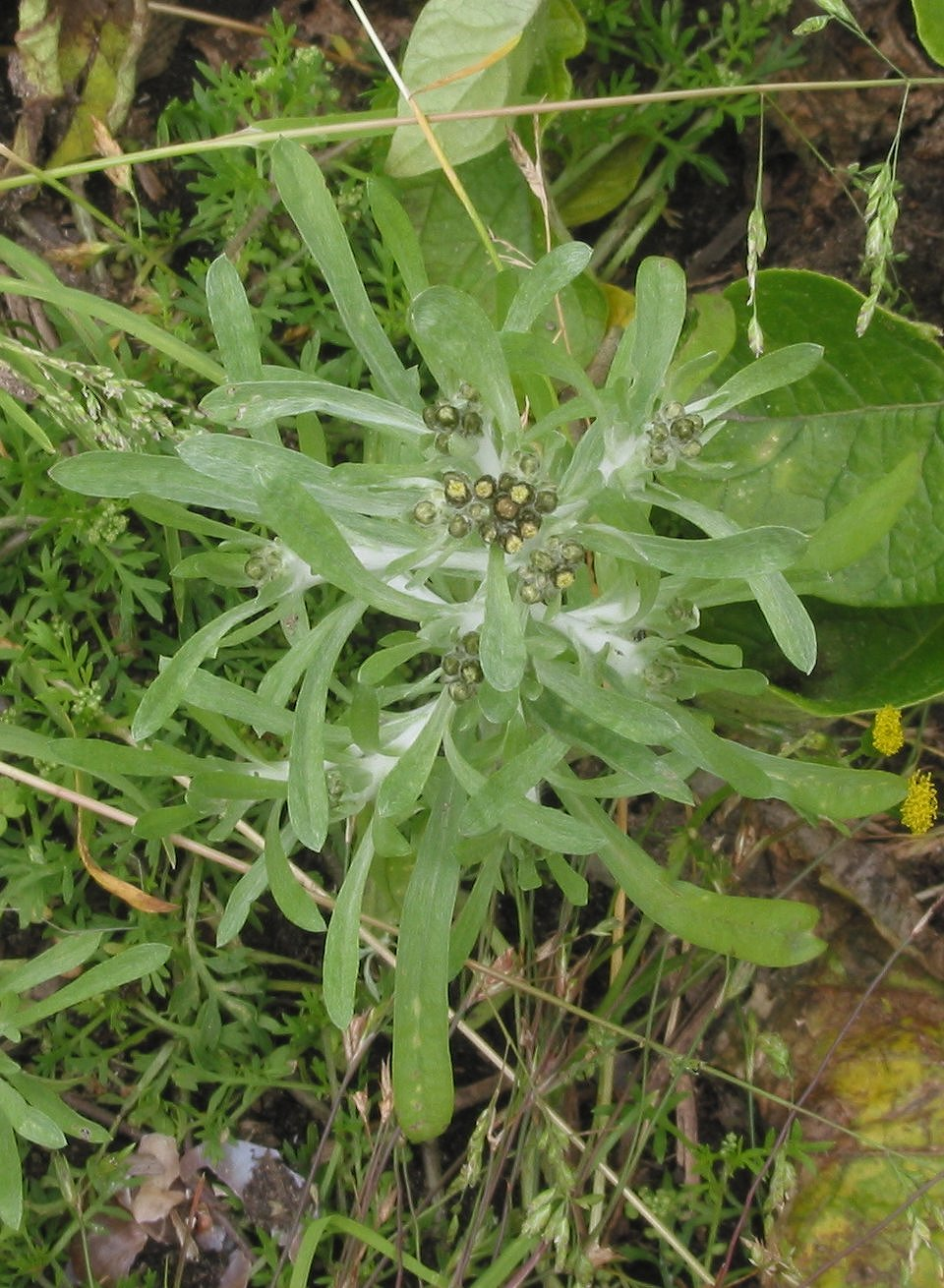
Le foglie

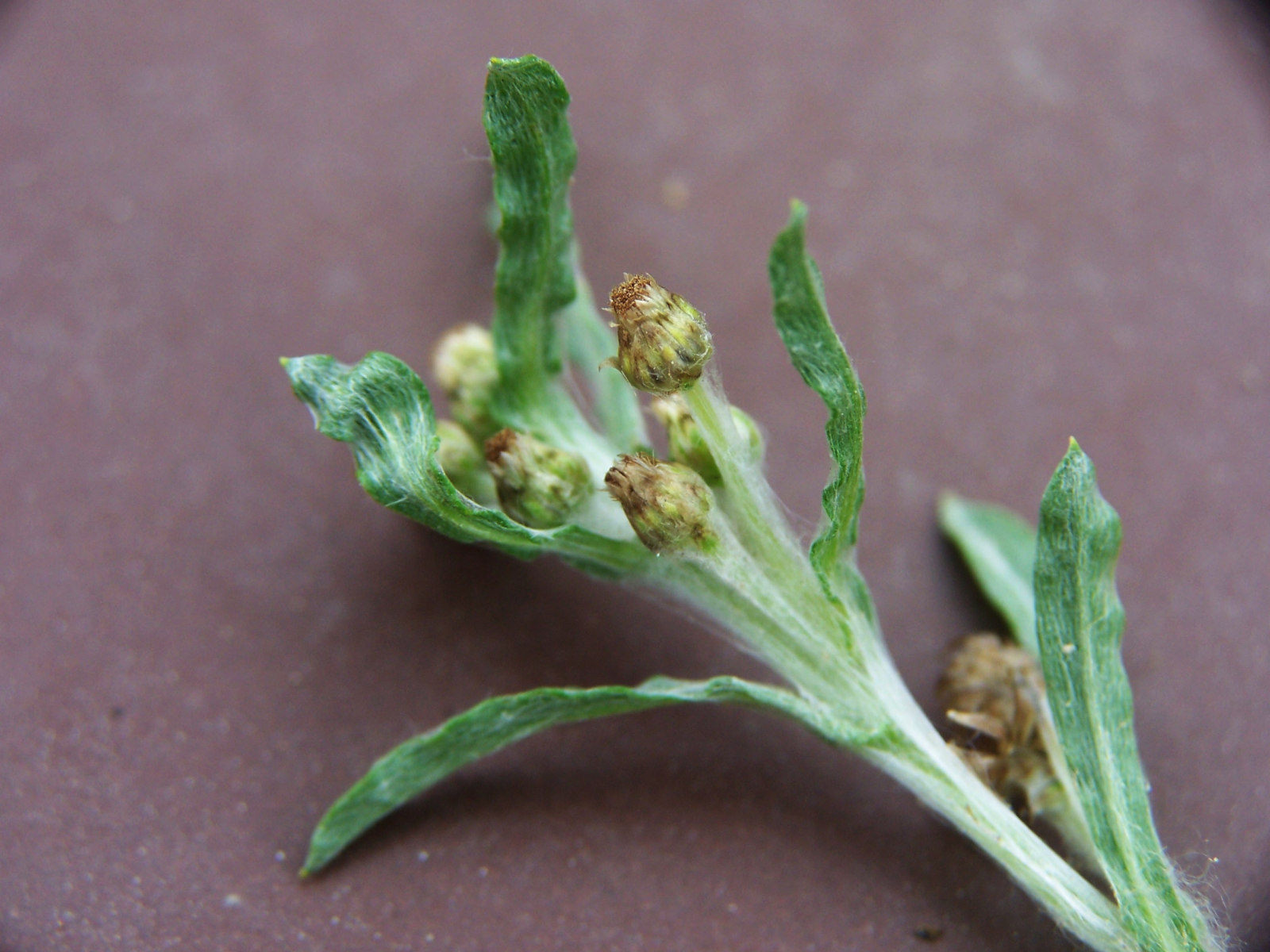
Infiorescenza

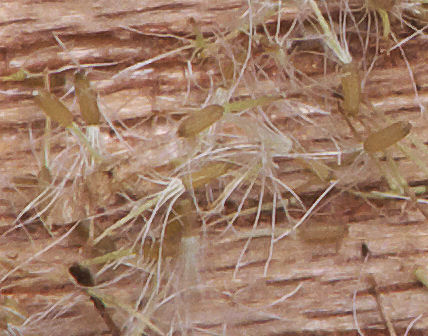
Gli acheni con pappo

Portamento. Le piante di questa voce sono alte da 5 a 20 cm e possiedono una lanosità cotonosa sparsa su tutta la superficie (fusto, foglie e infiorescenza) che dona loro un colore bianchiccio-grigiastro. La forma biologica è terofita scaposa (T scap), sono piante erbacee che differiscono dalle altre forme biologiche poiché, essendo annuali, superano la stagione avversa sotto forma di seme, sono inoltre dotate di un asse fiorale eretto e spesso con poche foglie. Queste piante sono considerate monoiche in quanto i capolini contengono fiori femminili esternamente e fiori ermafroditi (e quindi anche maschili) centralmente I cauli di queste piante sono provvisti del floema, ma non di canali resiniferi; mentre i sesquiterpeni lattoni sono normalmente assenti (piante senza lattice).
Fusto. 
- Parte ipogea: la parte sotterranea è fittonante.
- Parte epigea: la parte aerea del fusto è eretta, ascendente e semplice (eventualmente ramificata alla base) ma fogliosa; ed è tutta grigio-tomentosa.

Foglie. Le foglie sono disposte in modo alterno lungo il caule; sono intere con margini crenati e non sono amplessicauli. La forma è oblanceolata-lineare con apice quasi ottuso e base assottigliata. La superficie è uninervia ed è lanosa su entrambi i lati. Dimensione delle foglie: larghezza 1 – 3 mm; lunghezza 10 – 50 mm.
Infiorescenza. Le sinflorescenze sono composte da 3 -10 capolini disposti all'apice dell'infiorescenza in glomeruli e avvolti da numerose foglie bratteali più lunghe dei capolini stessi. Le infiorescenze vere e proprie sono formate da un capolino terminale peduncolato (disciforme o discoide) eterogamo. I capolini sono formati da un involucro, con forme da cilindriche a campanulate, composto da diverse brattee, al cui interno un ricettacolo fa da base ai fiori. Le brattee, glabre o pelose a consistenza cartacea e colorate di bruno scuro all'apice, sono disposte in modo più o meno embricato su 3 - 4 serie e possono essere connate alla base (strati di stereoma indiviso);  talora possono avere un margine ialino. Il ricettacolo è senza pagliette a protezione della base dei fiori (raramente quest'ultime sono presenti); la forma è convessa o piatta. Dimensione dell'involucro: 3 – 4 mm. Dimensione delle brattee dell'infiorescenza: larghezza 1 – 2 mm; lunghezza 5 – 15 mm.
Fiori.  I fiori sono tetra-ciclici (formati cioè da 4 verticilli: calice – corolla – androceo – gineceo) e pentameri (calice e corolla formati da 5 elementi). Sono inoltre tubulosi, attinomorfi e si distinguono in:
- fiori del disco esterni: sono femminili e filiformi; non crescono all'ascella di una squama dell'involucro come in altri generi simili;
- fiori del disco centrali (da 3 a 4): sono ermafroditi e tubulosi.

In questo gruppo di piante i fiori radiati (ligulati o del raggio) sono assenti; a volte sono confusi con i fiori femminili (tubulosi) del disco esterno più o meno sub-zigomorfi con un lembo piatto e possono essere interpretati come fiori del raggio.
- Formula fiorale:

*/x K {\displaystyle \infty }, [C (5), A (5)], G 2 (infero), achenio
- Calice: i sepali del calice sono ridotti ad una coroncina di squame.

- Corolla: la forma della corolla normalmente è tubolare con 5 lobi (raramente 4); i lobi hanno una forma deltata o più o meno lanceolata. I fiori sono colorati di giallo-brunastro.

- Androceo: l'androceo è formato da 5 stami sorretti da filamenti generalmente liberi; gli stami sono connati e formano un manicotto circondante lo stilo; le teche (produttrici del polline) sono prive di sperone, ma hanno la coda (una sola); le appendici apicali delle antere hanno delle forme piatte; il tessuto endoteciale (rivestimento interno dell'antera) è quasi sempre polarizzato (con due superfici distinte: una verso l'esterno e una verso l'interno). Il polline è di tipo echinato (con punte sporgenti) a forma sferica è formato inoltre da due strati di ectesine, mentre lo strato basale è spesso e regolarmente perforato (tipo “gnafaloide”).[7]

- Gineceo: l'ovario è infero uniloculare formato da 2 carpelli. Lo stilo (il recettore del polline) è intero o biforcato con due stigmi nella parte apicale. Gli stigmi hanno una forma variabile da subtroncata a ottusa; possono essere ricoperti da minute papille o avere dei penicilli apicali. Le superfici stigmatiche sono separate.[7]

Frutti. I frutti sono degli acheni con pappo. Gli acheni sono piccoli a forma variabile da oblunga a obovoidale; la superficie può essere ricoperta da brevi doppi tricomi; il pericarpo può essere percorso longitudinalmente da alcuni fasci vascolari. Il pappo è caduco formato da setole biancastre capillari (e non clavate come in altri generi della stessa tribù). Lunghezza del pappo: 1,5 mm.

## Biologia
Impollinazione: tramite insetti (impollinazione entomogama tramite farfalle diurne e notturne).

Riproduzione: la fecondazione avviene fondamentalmente tramite l'impollinazione dei fiori.

Dispersione: i semi cadono a terra e vengono dispersi soprattutto da insetti come formiche (disseminazione mirmecoria). Un altro tipo di dispersione è zoocoria: gli uncini delle brattee dell'involucro (se presenti) si agganciano ai peli degli animali di passaggio che portano così i semi anche su lunghe distanze. Inoltre per merito del pappo il vento può trasportare i semi anche per alcuni chilometri (disseminazione anemocora).

## Distribuzione e habitat

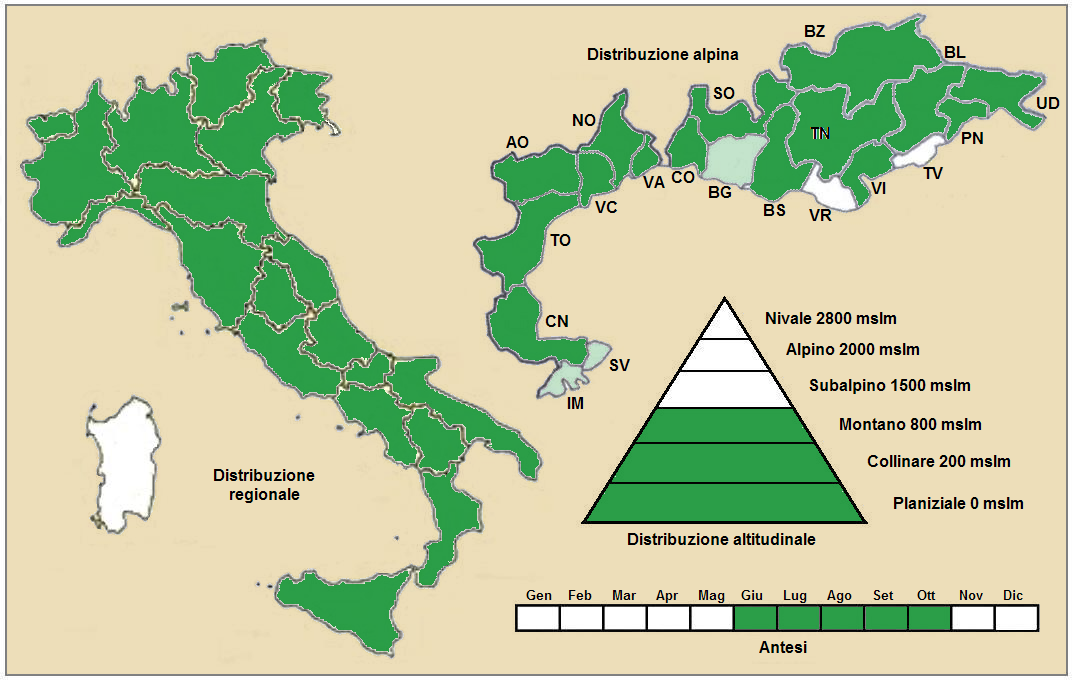
Distribuzione della pianta
(Distribuzione regionale – Distribuzione alpina)

Geoelemento: il tipo corologico (area di origine) è Eurosiberiano / Eurasiatico.
Distribuzione: in Italia è considerata pianta rara e comunque si trova su tutto il territorio (esclusa la Sardegna). Nelle Alpi è quasi ovunque presente sia nella parte italiana che oltreconfine. Sugli altri rilievi europei si trova nella Foresta Nera, Vosgi, Massiccio del Giura, Massiccio Centrale, Pirenei e Carpazi.
Habitat: l'habitat tipico per questa specie sono i luoghi umidi (anche temporaneamente inondati) come margini dei stagni o prati umidi, sentieri boschivi, ma anche le colture. Il substrato preferito è sia calcareo che siliceo con pH neutro, alti valori nutrizionali del terreno che deve essere umido.
Distribuzione altitudinale: sui rilievi queste piante si possono trovare fino a 900 m s.l.m. (raramente raggiungono i 1600 m s.l.m.); frequentano quindi i seguenti piani vegetazionali: collinare e montano (oltre a quello planiziale – a livello del mare).

### Fitosociologia
Dal punto di vista fitosociologico alpino la specie di questa voce appartiene alla seguente comunità vegetale:
Formazione: delle comunità terofiche pioniere nitrofile
Classe: Isoëto-Nanojuncetea
Ordine: Nanocyperetalia flavescentis

## Sistematica
La famiglia di appartenenza di questa voce (Asteraceae o Compositae, nomen conservandum) probabilmente originaria del Sud America, è la più numerosa del mondo vegetale, comprende oltre 23.000 specie distribuite su 1.535 generi, oppure 22.750 specie e 1.530 generi secondo altre fonti (una delle checklist più aggiornata elenca fino a 1.679 generi). La famiglia attualmente (2021) è divisa in 16 sottofamiglie; la sottofamiglia Asteroideae è una di queste e rappresenta l'evoluzione più recente di tutta la famiglia.

### Filogenesi
Il genere della specie di questa voce è descritto nella tribù Gnaphalieae, una delle 21 tribù della sottofamiglia Asteroideae. Da un punto di vista filogenetico, la tribù Gnaphalieae fa parte del supergruppo (o sottofamiglia) "Asteroideae grade"; l'altro è il supergruppo "Non-Asteroideae" contenente il resto delle sottofamiglie delle Asteraceae. All'interno del supergruppo è vicina alle tribù Senecioneae, Calenduleae, Astereae e Anthemideae.
La sottotribù Gnaphaliinae è caratterizzata da portamenti di vario tipo con specie ginomonoiche e monoiche, da foglie con margini interi, da capolini disciformi omogami o eterogami e raramente radiati (o subradiati), dallo stilo con rami troncati e superfici stigmatiche separate apicalmente, da acheni glabri o con tricomi allungati e pappo ridotto. La sottotribù è divisa provvisoriamente in diversi cladi (Metalasia, Ifloga, Stoebe, Hap, Flag, Lasiopogon e Australasian); il genere Gnaphalium appartiene al gruppo definito "Gnaphaliinae stricto sensu"
Il numero cromosomico delle specie di questo genere è: 2n = 14..

### Variabilità
Si tratta di una specie variabile. La variabilità si manifesta soprattutto nella pelosità più o meno densa di tutta la pianta ma anche degli acheni. Sandro Pignatti nella sua “Flora d'Italia” descrive una varietà (var. prostratum Huet) caratterizzata da brevi fusti a portamento prostrato abitatrice delle zone del sud, ma non più segnalata nelle checklist successive della flora spontanea italiana.

### Sinonimi
Sono elencati alcuni sinonimi per questa entità:
- Dasyanthus uliginosus (L.) Bubani
- Filaginella uliginosa  (L.) Opiz
- Filago uliginosa  (L.) Link
- Gnaphalium ramosum  Lam.

### Specie simili
Alcune specie di altri generi (ma in passato comprese nel genere Gnaphalium) possono essere confuse con Gnaphalium uliginosum:
- Omalotheca norvegica  (Gunnerus) F.W.Schultz & Sch.Bip. - Canapicchia norvegese: si distingue in quanto il caule è meno ricco di foglie; le foglie sono amplessicauli; l'infiorescenza è più allungata (i capolini non sono disposti in glomeruli); le squame dell'involucro sono molto scure e scariose; è una specie più rara.
- Omalotheca sylvatica  (L.) F.W.Schultz & Sch.Bip. - Canapicchia comune:  è una specie più alta; le foglie sono progressivamente più ridotte verso l'infiorescenza che si presenta più allungata (i capolini non sono disposti in glomeruli); le foglie sono amplessicauli; le squame dell'involucro sono meno scure; inoltre nella flora italiana è una specie più frequente.
- Omalotheca hoppeana  (W.D.J.Koch) F.W.Schultz & Sch.Bip. - Canapicchia di Hoppe: è una specie alpina (in Italia si trova solo al nord oltre i 2000 m s.l.m.); si distingue per l'altezza minore e per le infiorescenze pauciflore (i capolini sono pochi e raccolti all'apice dell'infiorescenza).

## Usi (Farmacia)
Secondo la medicina popolare Gnaphalium uliginosu possiede le seguenti proprietà medicamentose:
- antinfiammatoria (attenua uno stato infiammatorio);
- afrodisiaca (migliora le prestazioni sessuali);
- astringente (limita la secrezione dei liquidi);
- diaforetica (agevola la traspirazione cutanea);
- diuretica (facilita il rilascio dell'urina).